# 圣尼古拉堂 (塞萨洛尼基)
圣尼古拉堂 是希腊北部城市塞萨洛尼基的一个14世纪初拜占庭教堂。
该教堂位于老城区东北角，就在东城墙内，介于Irodotou街与Apostolou Pavlou 街之间。
从教堂的室内装饰，可以判断该堂建于1310–1320年，原来是一个修道院的一部分， 修道院在奥斯曼帝国时期一直使用。
该堂以壁画著称，几乎涵盖整个内部，在1957至1960年修复期间发现。

## 圖集

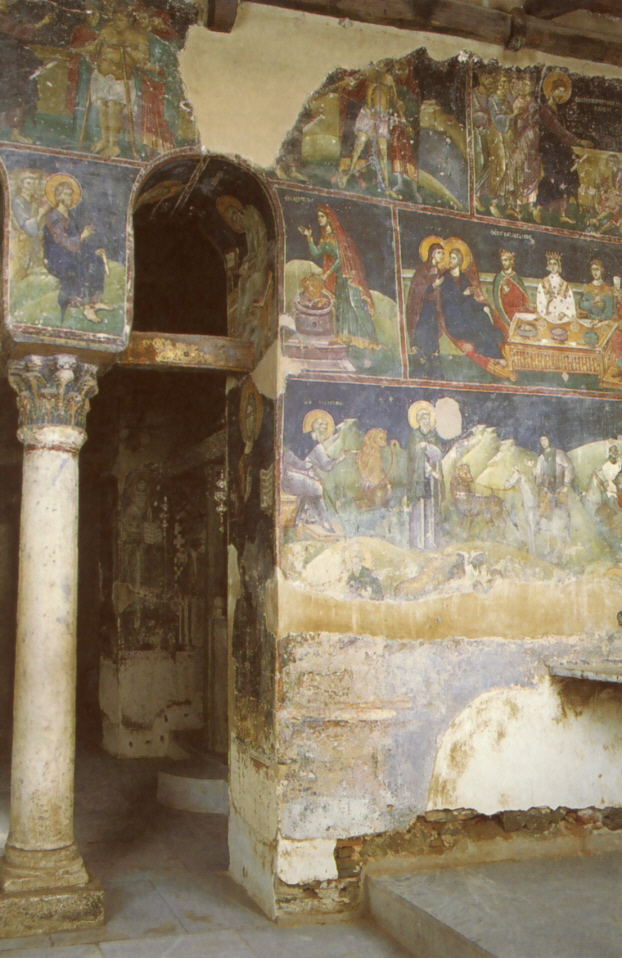
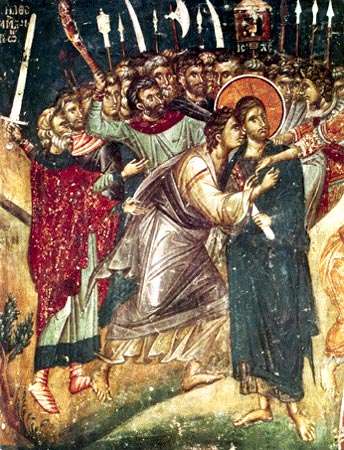
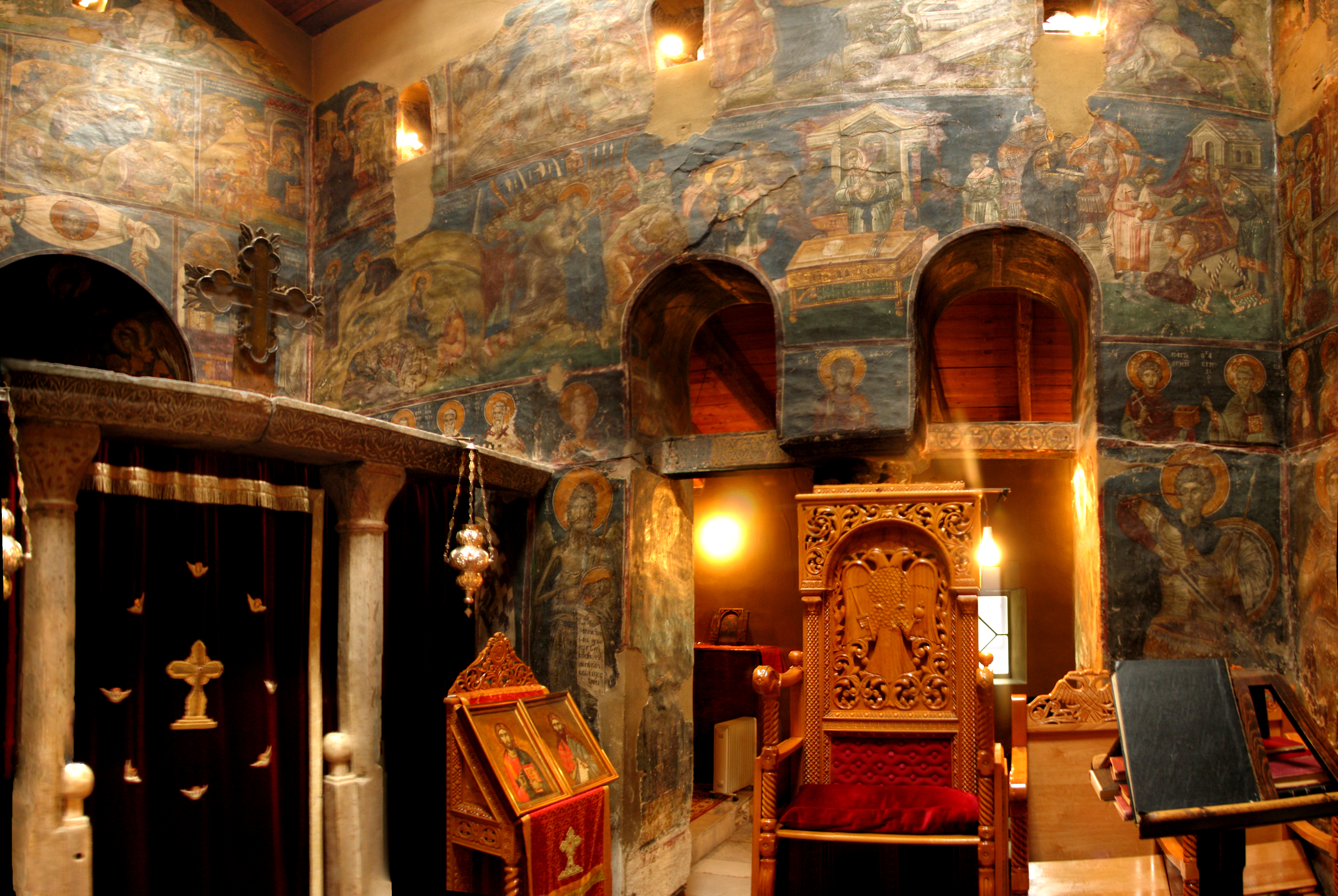